# David Alan Stevenson
Pour les articles homonymes, voir Stevenson.
David Alan Stevenson (21 juillet 1854 à Édimbourg – 11 avril 1938) était un ingénieur écossais qui bâtit 26 phares en et autour de l'Écosse.

## Biographie
Fils de David Stevenson, il appartient à la famille Stevenson, célèbre lignée de concepteurs de phares qui remonte à son grand-père Robert Stevenson.
Après des études à l'Université d'Édimbourg, il participe, entre 1885 et 1886, à la construction de 3 phares avec son oncle Thomas Stevenson. Les cinquante années qui suivirent, il en bâtit 23 autres, en collaboration avec son jeune frère Charles Alexander.

### Phares réalisés
- Fidra (1885)
- Oxcars (1886)
- Ailsa Craig (1886)
- Fair Isle (Skroo) (1892)
- Helliar Holm (1893)
- Sule Skerry (1895)
- Rattray Head (1895)
- Stroma (1896)
- Tod Head (1897)
- Noup Head (1898)
- Flannan Isles (1899)
- Tiumpan Head (1900)
- Killantringan (1900)
- Barns Ness (1901)
- Bass Rock (1903)
- Phare d'Hyskeir (1904)
- Swona (1906)
- Trodday (1908)
- Neist Point (1909)
- Rubh Re (1912)
- Milaid Point (1912)
- Maughold Head (1914)
- Copinsay (1915)
- Clyth Ness (1916)
- Duncansby Head (1924)
- Esha Ness (1929)
- Tor Ness (1937)

## Sources
- (en) Cet article est partiellement ou en totalité issu de l’article de Wikipédia en anglais intitulé « David Alan Stevenson » (voir la liste des auteurs).